# Lys, Nièvre
Lys är en kommun i departementet Nièvre i regionen Bourgogne-Franche-Comté i de centrala delarna av Frankrike. Kommunen ligger i kantonen Tannay som tillhör arrondissementet Clamecy. År 2022 hade Lys 105 invånare.

## Befolkningsutveckling
Antalet invånare i kommunen Lys
| Referens: INSEE |